# Stanisław Sorys
Stanisław Andrzej Sorys (ur. 18 lutego 1961 w Lichwinie) – polski samorządowiec, polityk, socjolog i nauczyciel akademicki, doktor habilitowany nauk humanistycznych, w latach 2007–2010 wicewojewoda małopolski, członek zarządu województwa małopolskiego IV kadencji, wicemarszałek województwa małopolskiego V kadencji, profesor Uniwersytetu Papieskiego Jana Pawła II w Krakowie.

## Życiorys
Ukończył studia na Wydziale Administracyjno-Prawnym w Rzeszowie Wyższej Szkoły Administracji i Zarządzania w Przemyślu. W 2009 uzyskał stopień doktora nauk humanistycznych z socjologii na Uniwersytecie Kardynała Stefana Wyszyńskiego. Docenturę uzyskał na Uniwersytecie Preszowskim na Słowacji w 2015 (odpowiednik habilitacji). Zatrudniony na stanowisku profesorskim w Katedrze Socjologii Problemów Społecznych Uniwersytetu Papieskiego Jana Pawła II w Krakowie. Pracował także na uczelniach w Tarnowie i Chrzanowie.
Działacz Polskiego Stronnictwa Ludowego. W latach 1994–1998 był radnym gminy Pleśna, zasiadał w Komisji Oświaty, Kultury i Sportu. Następnie do 2002 sprawował mandat radnego powiatu tarnowskiego. Od 2002 do 2006 pełnił funkcję wójta gminy Pleśna. W latach 2004–2007 był wiceprezesem Lokalnej Grupy Działania Dunajec-Biała. W 2007 objął stanowisko zastępcy dyrektora Departamentu Środowiska i Rozwoju Obszarów Wiejskich Urzędu Marszałkowskiego Województwa Małopolskiego. 28 grudnia tego samego roku został powołany na urząd wicewojewody małopolskiego.
W 2010 został wybrany do sejmiku małopolskiego. 1 grudnia został odwołany ze stanowiska wicewojewody. 2 grudnia tego samego roku objął funkcję członka zarządu województwa małopolskiego. Z ramienia PSL kandydował w 2011, 2015 i 2019 do Sejmu, a w 2014 do Parlamentu Europejskiego. W 2014 uzyskał ponownie mandat radnego województwa, pozostał także w składzie zarządu województwa V kadencji, awansując na stanowisko wicemarszałka. W 2018 z powodzeniem ubiegał się o reelekcję w wyborach do sejmiku, kończąc w tym samym roku pełnienie funkcji w zarządzie województwa. W 2023 wystartował do Senatu z ramienia współtworzonej przez ludowców Trzeciej Drogi. W 2024 został wybrany do sejmiku na kolejną kadencję.
W 2013 otrzymał Brązową Odznakę „Zasłużony dla Ochrony Przeciwpożarowej”.

## Życie prywatne
Żonaty, ma dwóch synów.